# Zelotes laghmanus
Zelotes laghmanus este o specie de păianjeni din genul Zelotes, familia Gnaphosidae, descrisă de Roewer, 1961.
Este endemică în Afghanistan. Conform Catalogue of Life specia Zelotes laghmanus nu are subspecii cunoscute.